# Eveline Stähelin
Eveline Stähelin (geboren am 26. Oktober 1959 in Winterthur) ist eine Schweizer Drehbuchautorin und Filmregisseurin.

## Leben
Eveline Stähelin studierte von 1987 bis 1993 an der Deutschen Film- und Fernsehakademie Berlin (dffb). Während dieser Zeit war sie Regisseurin mehrerer Filme der dffb. Von 2000 bis 2001 absolvierte sie einen Drehbuchjahreskurs an der Freien Drehbuchschule Berlin und von 2003 bis 2005 Method-Writing-Seminare im Rahmen des SAT 1 Talents Programms. 2006 erschien der erste Fernsehfilm Flanke ins All nach ihrem Drehbuch beim Schweizer Radio und Fernsehen (SRF). 2007 folgte Heldin der Lüfte und 2011 Nebelgrind, beide gemeinsam mit Josy Meier. Mit ihr schrieb sie von 2013 bis 2015 zudem die Drehbücher für drei Folgen der Krimiserie Tatort.
Von 2006 bis 2009 war sie Lektorin für Spielfilmprojekte für das Bundesamt für Kultur in der Schweiz. Seit 2011 hat sie einen Lehrauftrag für „Geschichten: Dramaturgie & Wirkung“ im Fach Medienpädagogik an der Alice-Salomon-Hochschule in Berlin und seit 2012 für „Drehbuch schreiben“ am Fachbereich Screen Based Media der Berliner Hochschule für Technik (Beuth-Hochschule).

## Filmografie

### Drehbuch
- 2006: Flanke ins All (Fernsehfilm)
- 2007: Heldin der Lüfte (Fernsehfilm, mit Josy Meier)
- 2011: Nebelgrind (Fernsehfilm, mit Josy Meier)
- 2013: Tatort – Zwischen zwei Welten (Fernsehfilm, mit Josy Meier)
- 2014: Tatort – Schutzlos (Fernsehfilm, mit Josy Meier)
- 2015: Tatort – Freitod (Fernsehfilm, mit Josy Meier)

### Regie
- 1988: Heidenröslein
- 1989: Nicht-Blick
- 1990: Berlin im März ’90
- 1991: Heidi
- 1995: On verra

## Belege
1. ↑  Eveline Stähelin, Eintrag in der Datenbank des dffb-archiv.de; abgerufen am 30. Dezember 2022.
2. ↑  Eveline Stähelin (Memento des Originals vom 30. Dezember 2022 im Internet Archive)  Info: Der Archivlink wurde automatisch eingesetzt und noch nicht geprüft. Bitte prüfe Original- und Archivlink gemäß Anleitung und entferne dann diesen Hinweis., Porträt in der Datenbank drehbuchautoren.de; abgerufen am 30. Dezember 2022.

| Personendaten    | Personendaten             |
| ---------------- | ------------------------- |
| NAME             | Stähelin, Eveline         |
| KURZBESCHREIBUNG | Schweizer Drehbuchautorin |
| GEBURTSDATUM     | 26. Oktober 1959          |
| GEBURTSORT       | Winterthur                |